# 1988 في الولايات المتحدة
فيما يلي قوائم الأحداث التي وقعت خلال عام 1988 في الولايات المتحدة.

## أحداث
- 28 أبريل – خطوط ألوها الجوية الرحلة 243
- 24 مايو – خطوط تاكا الجوية الرحلة 110
- 8 أكتوبر – إمبتي نيست
- 31 أغسطس – خطوط دلتا الجوية الرحلة 1141

## سياسة

### تعيين في المنصب
- 1 يناير – تود أكين عضو مجلس نواب ولاية ميسوري.
- 1 يناير – توم كول عضو مجلس ولاية أوكلاهوما.
- 1 يناير – سيلا ماريا كالديلرون Secretary of State of Puerto Rico [الإنجليزية]‏.
- 12 يناير – راي مابوس حاكم ميسيسيبي [الإنجليزية]‏.
- 15 أغسطس – ديك ثورنبورغ نائب عام الولايات المتحدة.

### انتهاء فترة المنصب
- 1 يناير – روبرت بيرد Majority leader [الإنجليزية]‏.
- 1 يناير – ستيف باير Indiana Attorney General [الإنجليزية]‏.
- 23 فبراير – جيم ويب الأمين العام.
- 5 يوليو – إدوين ميس نائب عام الولايات المتحدة.
- 17 أغسطس – جيمس بيكر وزير الخزانة الأمريكي.
- 20 سبتمبر – وليام بينيت وزير التعليم الأمريكي.

## ظهور
- 1 يناير – أونيكس
- 1 يناير – إيمو
- 1 يناير – باوريد
- 1 يناير – بويز II مين
- 1 يناير – ذا سماشينغ بامبكنز
- 1 يناير – سبلايم
- 1 يناير – علم التشريح السريري
- 1 يناير – ناين إنش نايلز
- 1 يناير – نينتندو باور
- 1 يناير – هيب هوب بديل
- 3 أكتوبر – شبكة تورنر التلفزيونية

## أفلام
من الأفلام التي صدرت هذه السنة في الولايات المتحدة:
- 1 يناير – أخبار الإذاعة من إخراج جيمس بروكس.
- 1 يناير – البركة الميتة من إخراج بادي فان هورن.
- 1 يناير – الحرارة الحمراء من إخراج والتر هيل.
- 1 يناير – الفتاة العاملة من إخراج مايك نيكولز.
- 1 يناير – المتهم من إخراج جوناثان كابلان.
- 1 يناير – المخلوقات 2 من إخراج ميك جريس.
- 1 يناير – النسر الحديدي 2 من إخراج Sidney J. Furie [الإنجليزية]‏.
- 1 يناير – إمبراطورية الشمس من إخراج ستيفن سبيلبرغ.
- 1 يناير – بلاتون ليدر من إخراج آرون نوريس.
- 1 يناير – رياضة الدم من إخراج نيوت أرنولد.
- 1 يناير – سائح بالصدفة من إخراج لورانس كازدان.
- 1 يناير – طائر من إخراج كلينت إيستوود.
- 1 يناير – علاقات خطرة من إخراج ستيفن فريرز.
- 1 يناير – فوق القانون من إخراج أندرو دايفيز.
- 1 يناير – لعبة طفل من إخراج توم هولندا.
- 1 يناير – ليلة الشياطين 1988 من إخراج Kevin S. Tenney [الإنجليزية]‏.
- 1 يناير – مجذوبة القمر من إخراج نورمان جويسون.
- 1 يناير – مضطرب من إخراج رومان بولانسكي.
- 1 يناير – مون والكر من إخراج جيم بلاشفيلد [الإنجليزية]‏، Jerry Kramer ‏، ويل فنتون.
- 1 يناير – ميلاجرو من إخراج روبرت ريدفورد.
- 1 يناير – نفر اون تيوزداي من إخراج أدم ريفكين.
- 1 يناير – نينجا أكاديمي من إخراج Nico Mastorakis [الإنجليزية]‏.
- 1 يناير – هالوين 4: عودة مايكل مايرز من إخراج دوايت إتش ليتل.
- 1 يناير – وول ستريت من إخراج أوليفر ستون.
- 1 يناير – يوم الجمعة الثالث عشر الجزء السابع الدم الجديد من إخراج جون كارل بويشلر.
- 22 يناير – ميسنغ إن أكشن 3 من إخراج آرون نوريس.
- 29 مارس – بيتلجوس من إخراج تيم برتون.
- 25 مايو – رامبو 3 من إخراج بيتر ماكدونالد [الإنجليزية]‏.[1]
- 3 يونيو – كبير من إخراج بيني مارشال.[2]
- 7 يوليو – سمكة تدعى وندا من إخراج جون كليز، تشارلز كريتون [الإنجليزية]‏.
- 15 يوليو – موت قاسي من إخراج جون مكتيرنان.[3]
- 17 يوليو – روبوكوب من إخراج بول فيرهويفن.
- 29 يوليو – كوكتيل من إخراج روجر دونالدسون.
- 12 أغسطس – الإغراء الأخير للسيد المسيح من إخراج مارتن سكورسيزي.
- 9 سبتمبر – مسيسيبي تحترق من إخراج آلان باركر.[4]
- 11 سبتمبر – جاذبية قاتلة من إخراج أدريان لين.
- 2 ديسمبر – السلاح العاري: من ملفات فرقة الشرطة! من إخراج ديفيد زاكر.[5]
- 16 ديسمبر – رجل المطر من إخراج باري ليفنسون.[6]

## برامج ومسلسلات وأنمي
- آلف
- الدببة الطيبون
- غارفيلد والأصدقاء
- السنافر

## موسيقى

### أغاني
من الأغاني التي صدرت هذه السنة في الولايات المتحدة:
- 8 أكتوبر – سموث كريمنال من غناء مايكل جاكسون.

## كتب
من الكتب التي صدرت هذه السنة في الولايات المتحدة:
- 1 يناير – زويا من تأليف دانيال ستيل.

## مواليد

### يناير
- 1 يناير – اليكس هوز
- 2 يناير – لوك هارانجودي لاعب كرة سلة أمريكي.
- 3 يناير – جي آر هيلدبراند سائق سيارة سباق من الولايات المتحدة الأمريكية.
- 5 يناير – دارين جوفينس لاعب كرة سلة أمريكي.
- 5 يناير – فيرنون باريس ملاكم من الولايات المتحدة الأمريكية.
- 7 يناير – هيلي بنيت
- 8 يناير – أليسون هارفارد[7]
- 8 يناير – أليكس تيوس
- 11 يناير – إبيفاني برينس
- 12 يناير – أندرو لورانس ممثل أمريكي.
- 13 يناير – بورشا فيليبس لاعبة كرة سلة من الولايات المتحدة الأمريكية.
- 15 يناير – إدغار سوسا لاعب كرة سلة أمريكي.
- 15 يناير – دونالد سلون لاعب كرة سلة أمريكي.
- 15 يناير – سكريليكس[8]
- 16 يناير – أمبر هاريس لاعبة كرة سلة أمريكية.
- 16 يناير – داريل ويب
- 16 يناير – كيسي ميتشل لاعب كرة سلة من الولايات المتحدة الأمريكية.
- 17 يناير – إيرل كلارك لاعب كرة سلة أمريكي.
- 17 يناير – لورانس ويستبروك لاعب كرة سلة أمريكي.
- 17 يناير – مات بولدين لاعب كرة سلة أمريكي.
- 18 يناير – أشلي موراي
- 19 يناير – جفال ماغي لاعب كرة سلة أمريكي.
- 21 يناير – أشتون إيتون[9]
- 21 يناير – جون إيرلي
- 21 يناير – ديشون سيمز لاعب كرة سلة أمريكي.
- 22 يناير – إريك ماكولوم لاعب كرة سلة من الولايات المتحدة الأمريكية.
- 22 يناير – جريج أودن لاعب كرة سلة أمريكي.
- 22 يناير – كزافييه سيلاس لاعب كرة سلة أمريكي.
- 23 يناير – تيرانس كامبل لاعب كرة سلة أمريكي.
- 28 يناير – ألكسندرا كروسني[10]

### فبراير
- 2 فبراير – زوسيا ماميه
- 5 فبراير – دينيس هورنر لاعب كرة سلة أمريكي.
- 8 فبراير – ريان بينكستون ممثل أمريكي.
- 12 فبراير – جيهان إبراهيم
- 12 فبراير – مايك بوسنر
- 14 فبراير – ألكسندرا مولر لاعبة كرة مضرب أمريكية.
- 18 فبراير – ميارا والش ممثلة أمريكية.[11]
- 20 فبراير – جيا خان[12]
- 21 فبراير – لورنس إكبيريجين لاعب كرة سلة بريطاني.
- 23 فبراير – جيسيكا بريلاند لاعبة كرة سلة من الولايات المتحدة الأمريكية.
- 24 فبراير – ألكسندر كوتش ممثل أمريكي.
- 24 فبراير – ديفون بيتزيل لاعب كرة سلة أمريكي.
- 25 فبراير – جوفان كاترون لاعب كرة سلة أمريكي.
- 26 فبراير – ديميتريوس أندرادي ملاكم من الولايات المتحدة الأمريكية.
- 26 فبراير – ريد فلير
- 29 فبراير – إفراين إسكيفياس جونيور ملاكم من الولايات المتحدة الأمريكية.

### مارس
- 1 مارس – جارفيس فارنادو لاعب كرة سلة أمريكي.
- 2 مارس – دكستر بيتمان لاعب كرة سلة أمريكي.
- 5 مارس – رومان مارتينيز لاعب كرة سلة مكسيكي.
- 5 مارس – كارلوس نغرون ملاكم من الولايات المتحدة الأمريكية.
- 10 مارس – كوينسي بوندكستر لاعب كرة سلة أمريكي.
- 14 مارس – جوش سمان فنان قتال مختلط من الولايات المتحدة الأمريكية.
- 14 مارس – ستيفن كاري لاعب كرة سلة أمريكي.[13]
- 15 مارس – أليكس غوت موسيقي أمريكي.
- 15 مارس – جيريمي كيندل لاعب كرة سلة من الولايات المتحدة الأمريكية.
- 16 مارس – جيني أيكو[14]
- 18 مارس – بن أوزوه
- 20 مارس – داني غارسيا ملاكم من الولايات المتحدة الأمريكية.
- 22 مارس – تانيا ريموند ممثلة أمريكية.
- 25 مارس – بيغ شون
- 25 مارس – داريل آرثر لاعب كرة سلة أمريكي.
- 25 مارس – ريان لويس
- 27 مارس – بريندا سونغ
- 31 مارس – أدريان أوليفر لاعب كرة سلة أمريكي.
- 31 مارس – دياندري ليجينز لاعب كرة سلة أمريكي.

### أبريل
- 1 أبريل – بروك لوبيز لاعب كرة سلة أمريكي.
- 1 أبريل – روبن لوبيز لاعب كرة سلة أمريكي.
- 2 أبريل – جيسي بليمنز
- 4 أبريل – كريس كرامر لاعب كرة سلة أمريكي.[15]
- 6 أبريل – أليسون هايتور لاعبة كرة سلة من الولايات المتحدة الأمريكية.
- 8 أبريل – كوري فيشر لاعب كرة سلة أمريكي.
- 10 أبريل – هالي جويل أوزمنت ممثل أمريكي.[16]
- 11 أبريل – دار تاكر لاعب كرة سلة أمريكي.
- 12 أبريل – ريان بروكس لاعب كرة سلة من الولايات المتحدة الأمريكية.
- 12 أبريل – كلفن لويس لاعب كرة سلة أمريكي.
- 13 أبريل – أليسون ويليامز
- 13 أبريل – كودي أرنو لاعب كرة قدم أمريكي.[17]
- 14 أبريل – أريك الكسندر لاعب كرة قدم من الولايات المتحدة الأمريكية.[18]
- 18 أبريل – جامل ماكلين لاعب كرة سلة أمريكي.
- 18 أبريل – جوش وليامز لاعب كرة قدم من الولايات المتحدة الأمريكية.[19]
- 21 أبريل – خوان كارلوس كنيلا الشاب الوسيم.
- 21 أبريل – كريستوف ساندرز ممثل أمريكي.
- 23 أبريل – جستين براونلي لاعب كرة سلة أمريكي.
- 24 أبريل – اليكسيس فورد[20]
- 24 أبريل – كوري ستوكس لاعب كرة سلة أمريكي.
- 24 أبريل – لانس توماس لاعب كرة سلة من الولايات المتحدة الأمريكية.
- 25 أبريل – سارا باكستون
- 28 أبريل – سبنسر هاويس لاعب كرة سلة أمريكي.

### مايو
- 1 مايو – نيكولاس براون ممثل أمريكي.[21]
- 4 مايو – آدم كوتش لاعب كرة سلة أمريكي.
- 4 مايو – ديريك كاراكتير لاعب كرة سلة أمريكي.
- 4 مايو – كايل سينجلير لاعب كرة سلة أمريكي.
- 4 مايو – ياسمين شناك لاعبة كرة مضرب أمريكية.
- 6 مايو – ريان أندرسون لاعب كرة سلة أمريكي.[22]
- 11 مايو – بلاك شاينا عارضة من الولايات المتحدة الأمريكية.
- 11 مايو – جاي تي تيلر لاعب كرة سلة أمريكي.
- 14 مايو – جيسيكا واتكينز
- 14 مايو – جين أبيل لاعبة كرة سلة أمريكية.
- 17 مايو – أوليفيا ألكسندر[23]
- 17 مايو – كاروتشي ترين[24]
- 17 مايو – نيكي ريد
- 18 مايو – إينيل بولينيس لاعب كرة سلة من الولايات المتحدة الأمريكية.
- 21 مايو – لويس راموس جونيور ملاكم من الولايات المتحدة الأمريكية.
- 22 مايو – تشيس بودينجير لاعب كرة سلة أمريكي.
- 23 مايو – كورتني فورتسون لاعب كرة سلة أمريكي.
- 25 مايو – فرانك تيرنر لاعب كرة سلة أمريكي.
- 27 مايو – ديفيد لايتي لاعب كرة سلة أمريكي.
- 27 مايو – لوغان ستوتز
- 29 مايو – توبين هيث لاعبة كرة قدم أمريكية.[25]
- 30 مايو – تايلور كينغ لاعب كرة سلة أمريكي.
- 31 مايو – جيمس فلورنس لاعب كرة سلة أمريكي.

### يونيو
- 1 يونيو – ميشيل تومسون لاعب كرة سلة من الولايات المتحدة الأمريكية.
- 2 يونيو – ابيغيل ماك[26]
- 3 يونيو – باتريك كريستوفر لاعب كرة سلة أمريكي.
- 5 يونيو – أوستن دايي لاعب كرة سلة أمريكي.
- 5 يونيو – غاري راسل جونيور ملاكم من الولايات المتحدة الأمريكية.
- 8 يونيو – سام مولدرو لاعب كرة سلة أمريكي.
- 9 يونيو – رايان طومسون لاعب كرة سلة أمريكي.
- 9 يونيو – مي وايتمان ممثلة أمريكية.[27]
- 10 يونيو – جيف تيج لاعب كرة سلة أمريكي.
- 12 يونيو – كودي هورن ممثلة أمريكية.
- 13 يونيو – كودي ووكر ممثل أمريكي.
- 14 يونيو – مات جولد لاعب كرة قدم من الولايات المتحدة الأمريكية.[28]
- 15 يونيو – غاريت ويليامسون لاعب كرة سلة كندي.
- 16 يونيو – سامي زيغلينسكي لاعب كرة سلة من الولايات المتحدة الأمريكية.
- 17 يونيو – مارك باين لاعب كرة سلة من الولايات المتحدة الأمريكية.
- 18 يونيو – أوزوريس إلدريدج لاعب كرة سلة أمريكي.
- 20 يونيو – أوستن ستيد لاعب كرة سلة أمريكي.
- 20 يونيو – جيسون ويسترول
- 21 يونيو – ثاديوس يونغ لاعب كرة سلة من الولايات المتحدة الأمريكية.
- 21 يونيو – مالكوم غرانت لاعب كرة سلة من الولايات المتحدة.[29]
- 22 يونيو – بورشيا دووبلدي ممثلة أمريكية.
- 22 يونيو – جون ديبلير لاعب كرة سلة أمريكي.
- 22 يونيو – مات جانينغ لاعب كرة سلة أمريكي.
- 23 يونيو – تشيلسي ميميل لاعبة جمباز فني من الولايات المتحدة الأمريكية.
- 24 يونيو – كانديس باتون ممثلة أمريكية.
- 24 يونيو – نيكهون
- 25 يونيو – جوي شيك
- 27 يونيو – الآنا ماسترسون ممثلة أمريكية.[30]
- 27 يونيو – لاندري فيلدز لاعب كرة سلة من الولايات المتحدة الأمريكية.
- 28 يونيو – كيد ديفيس لاعب كرة سلة أمريكي.
- 30 يونيو – تايلر كين لاعب كرة سلة أمريكي.

### يوليو
- 1 يوليو – جو تراباني لاعب كرة سلة أمريكي.
- 1 يوليو – سيث تارفر لاعب كرة سلة أمريكي.
- 5 يوليو – إيش سميث لاعب كرة سلة أمريكي.
- 6 يوليو – أبي ألاجوان لاعبة كرة سلة أمريكية.
- 10 يوليو – مايكل هانتر ملاكم من الولايات المتحدة الأمريكية.
- 11 يوليو – أليكس فرانكلين لاعب كرة سلة بورتوريكي.
- 11 يوليو – أنتابيا والر لاعب كرة سلة من الولايات المتحدة الأمريكية.
- 11 يوليو – جوان سمالز[31]
- 12 يوليو – باتريك بيفيرلي لاعب كرة سلة أمريكي.
- 12 يوليو – كريستين ماري كابانوس ممثلة صوتي من الولايات المتحدة الأمريكية.[32]
- 13 يوليو – كولتون هاينز
- 14 يوليو – رونالد مور لاعب كرة سلة أمريكي.
- 14 يوليو – ستانلي روبنسون لاعب كرة سلة أمريكي.
- 15 يوليو – مونيكا رايت لاعبة كرة سلة أمريكية.
- 16 يوليو – جاريد فيمس لاعب كرة سلة أمريكي.
- 16 يوليو – مايك سكوت لاعب كرة سلة أمريكي.
- 17 يوليو – سمر بيشيل
- 18 يوليو – أمبير تشايلدرز ممثلة أمريكية.[33]
- 18 يوليو – ريجي ريدينغ لاعب كرة سلة من الولايات المتحدة الأمريكية.
- 18 يوليو – لانس جيتر لاعب كرة سلة أمريكي.
- 19 يوليو – شيرامي لي ممثلة أمريكية.[34]
- 19 يوليو – شين داوسن
- 20 يوليو – جوليان هوف[35]
- 20 يوليو – سامي وايتكومب لاعبة كرة سلة من الولايات المتحدة الأمريكية.
- 21 يوليو – دياندري جوردان لاعب كرة سلة من الولايات المتحدة الأمريكية.[36]
- 22 يوليو – أندريا رايلي لاعبة كرة سلة أمريكية.
- 22 يوليو – نيك أوكوري
- 23 يوليو – بيبي جونز
- 25 يوليو – تايلر ويلكيرسون لاعب كرة سلة أمريكي.
- 25 يوليو – نولان سميث لاعب كرة سلة أمريكي.
- 26 يوليو – فرانشا رايسا ممثلة أمريكية.
- 27 يوليو – ليلى روز
- 31 يوليو – تشارلي كارفر ممثل أمريكي.[37]

### أغسطس
- 1 أغسطس – ماكس كارفر ممثل من الولايات المتحدة.
- 2 أغسطس – جامار ساندرز لاعب كرة سلة أمريكي.
- 3 أغسطس – أدريان موس لاعب كرة سلة من الولايات المتحدة الأمريكية.
- 4 أغسطس – كيلي أوهارا لاعبة كرة قدم من الولايات المتحدة الأمريكية.[38]
- 5 أغسطس – كندرا سبيرز عارضة من الولايات المتحدة الأمريكية.[39]
- 7 أغسطس – أنيكا ألبرايت
- 8 أغسطس – ريمار مورغان لاعب كرة سلة أمريكي.
- 9 أغسطس – سكوب جاردين لاعب كرة سلة أمريكي.
- 12 أغسطس – تجي فان جارد إرين[40]
- 12 أغسطس – جستين غاستون
- 13 أغسطس – كيث بنسون لاعب كرة سلة أمريكي.
- 14 أغسطس – أشتون ميتشل لاعب كرة سلة أمريكي.
- 14 أغسطس – كايلا مولر ناشطة حقوق إنسان من الولايات المتحدة الأمريكية.
- 16 أغسطس – رومر ويليس[41]
- 16 أغسطس – كيفن شميت ممثل أمريكي.
- 17 أغسطس – برادي كوربيت ممثل أمريكي.[42]
- 18 أغسطس – ويندل ماكينز لاعب كرة سلة أمريكي.
- 19 أغسطس – داميان هوليس لاعب كرة سلة أمريكي.
- 19 أغسطس – فيرونيكا روث مؤلفة أمريكية.[43]
- 20 أغسطس – جريد بايليس لاعب كرة سلة أمريكي.
- 22 أغسطس – بيرت غرينستيد
- 23 أغسطس – جيريمي لين لاعب كرة سلة من الولايات المتحدة الأمريكية.[44]
- 23 أغسطس – كيم ماتولا ممثلة أمريكية.
- 26 أغسطس – توري بلاك ممثلة اباحية أمريكية.
- 27 أغسطس – أليكسا فيغا[45]
- 31 أغسطس – إمبر مون ممثلة من الولايات المتحدة الأمريكية.[46]

### سبتمبر
- 1 سبتمبر – جبريل فيراري لاعب كرة قدم من الولايات المتحدة الأمريكية.[47]
- 1 سبتمبر – شانيل ويست كوست[48]
- 1 سبتمبر – مايلز بلوملي لاعب كرة سلة أمريكي.
- 4 سبتمبر – آنا لي لاعبة جمباز فني من الولايات المتحدة الأمريكية.
- 4 سبتمبر – جي جي هيكسون لاعب كرة سلة أمريكي.
- 7 سبتمبر – بول إياكونو ممثل أمريكي.[49]
- 7 سبتمبر – ستيفن بيري لاعب كرة قدم من الولايات المتحدة الأمريكية.
- 7 سبتمبر – كورت هيوغو شنايدر
- 7 سبتمبر – كيفن لف لاعب كرة سلة أمريكي.[50]
- 10 سبتمبر – جوستين غراهام لاعب كرة سلة أمريكي.
- 11 سبتمبر – جيريمي هال لاعب كرة قدم من الولايات المتحدة الأمريكية.[51]
- 11 سبتمبر – دالاس لودرديل لاعب كرة سلة أمريكي.
- 15 سبتمبر – تشيلسي كين
- 15 سبتمبر – كيت مانسي ممثلة أمريكية.
- 16 سبتمبر – تالور باتل لاعب كرة سلة أمريكي.
- 16 سبتمبر – ديون تومسون لاعب كرة سلة أمريكي.
- 19 سبتمبر – كاترينا بودين ممثلة أمريكية.[52]
- 20 سبتمبر – كلارك غيبل جيمس ممثل أمريكي.
- 24 سبتمبر – كايل سوليفان ممثل أمريكي.[53]
- 24 سبتمبر – كيم إنجليش لاعب كرة سلة أمريكي.
- 26 سبتمبر – صدام علي ملاكم من الولايات المتحدة الأمريكية.
- 28 سبتمبر – جيسون جوردان مصارع محترف من الولايات المتحدة الأمريكية.
- 28 سبتمبر – هانا ما لي ممثلة أمريكية.
- 29 سبتمبر – كيفن ديورانت لاعب كرة سلة أمريكي.[54]
- 30 سبتمبر – كريس رايت لاعب كرة سلة من الولايات المتحدة الأمريكية.
- 30 سبتمبر – ميخائيل تورانس لاعب كرة سلة أمريكي.

### أكتوبر
- 3 أكتوبر – آيساب روكي
- 4 أكتوبر – ديريك روز لاعب كرة سلة أمريكي.[55]
- 4 أكتوبر – ميليسا بينويست[56]
- 5 أكتوبر – بوبي إدنر[57]
- 5 أكتوبر – كورين هنري لاعب كرة سلة أمريكي.
- 6 أكتوبر – كشمر[58]
- 9 أكتوبر – فرانك هاسيل لاعب كرة سلة أمريكي.
- 9 أكتوبر – كارلتون سكوت لاعب كرة سلة أمريكي.
- 11 أكتوبر – عمر غونزاليس لاعب كرة قدم أمريكي.[59]
- 12 أكتوبر – ديفيس باول لاعب كرة قدم من الولايات المتحدة الأمريكية.[60]
- 13 أكتوبر – تشارلز غارسيا لاعب كرة سلة أمريكي.
- 13 أكتوبر – نوريس كول لاعب كرة سلة أمريكي.
- 14 أكتوبر – ماكس ثيريوت ممثل أمريكي.
- 15 أكتوبر – دومينيك جونز لاعب كرة سلة أمريكي.
- 21 أكتوبر – غلين باول
- 22 أكتوبر – كريس وارن لاعب كرة سلة من الولايات المتحدة الأمريكية.
- 22 أكتوبر – كوري هوكينز ممثل أمريكي.[61]
- 22 أكتوبر – ماركوس بلاكيلي لاعب كرة سلة أمريكي.
- 23 أكتوبر – جوردن كروفورد لاعب كرة سلة أمريكي.
- 25 أكتوبر – تشاندلر بارسونز لاعب كرة سلة أمريكي.
- 25 أكتوبر – لويس يانيز ملاكم من الولايات المتحدة الأمريكية.
- 27 أكتوبر – آرون جونسون لاعب كرة سلة أمريكي.
- 27 أكتوبر – إيفان تيرنر لاعب كرة سلة أمريكي.
- 28 أكتوبر – جون روبرسون لاعب كرة سلة أمريكي.
- 28 أكتوبر – غاري مكغي لاعب كرة سلة أمريكي.
- 30 أكتوبر – جانيل باريش موسيقية أمريكية.
- 31 أكتوبر – كول ألدريتش لاعب كرة سلة أمريكي.

### نوفمبر
- 3 نوفمبر – بريان كفالي لاعب كرة سلة أمريكي.
- 3 نوفمبر – ديانت غاريت لاعب كرة سلة أمريكي.
- 6 نوفمبر – إيما ستون ممثلة أمريكية.[62]
- 6 نوفمبر – جون هولاند لاعب كرة سلة من الولايات المتحدة الأمريكية.[63]
- 7 نوفمبر – جاني لوال
- 8 نوفمبر – مالكولم توماس لاعب كرة سلة من الولايات المتحدة الأمريكية.
- 9 نوفمبر – أنالي تيبتون
- 9 نوفمبر – نيكي بلونسكي
- 12 نوفمبر – أليكس مونتغمري لاعبة كرة سلة أمريكية.
- 12 نوفمبر – جانتيل لافندر لاعبة كرة سلة أمريكية.
- 12 نوفمبر – راسل وستبروك لاعب كرة سلة أمريكي.[64]
- 12 نوفمبر – روبرت أرنولد لاعب كرة سلة أمريكي.
- 13 نوفمبر – كارستن سميث لاعب كرة قدم من الولايات المتحدة الأمريكية.[65]
- 15 نوفمبر – بي أو بي[66]
- 15 نوفمبر – كوانيترا هولينجسورث لاعبة كرة سلة تركية.
- 16 نوفمبر – أليكس ليجين لاعب كرة سلة أمريكي.
- 16 نوفمبر – وليام كولمان لاعب كرة سلة أمريكي.
- 17 نوفمبر – إريك ليتشاي لاعب كرة قدم أمريكي.[67]
- 17 نوفمبر – إيريك نام موسيقي كوري جنوبي.[68]
- 17 نوفمبر – جوستين كوبر ممثل أمريكي.
- 19 نوفمبر – باتريك كين لاعب هوكي جليد من الولايات المتحدة الأمريكية.
- 21 نوفمبر – لاري ساندرز لاعب كرة سلة أمريكي.
- 22 نوفمبر – جاكي جيملوس لاعبة كرة سلة أمريكية.
- 23 نوفمبر – أندرو تالانسكي درّاج طريق من الولايات المتحدة الأمريكية.
- 23 نوفمبر – كيث ثورمان ملاكم من الولايات المتحدة الأمريكية.
- 27 نوفمبر – جامار ديغز
- 29 نوفمبر – دانا بروك[69]
- 30 نوفمبر – جوندر جيفرسون لاعب كرة سلة أمريكي.
- 30 نوفمبر – ريبيكا ريتنهاوس

### ديسمبر
- 1 ديسمبر – تايلر جوزيف[70]
- 1 ديسمبر – دان مافريديس
- 1 ديسمبر – زوي كرافيتز[71]
- 1 ديسمبر – ماركوس ريلفورد
- 1 ديسمبر – ماركيث كامينغز لاعب كرة سلة أمريكي.
- 2 ديسمبر – أوليفر كوبر ممثل أمريكي.[72]
- 4 ديسمبر – جستن ميرام[73]
- 4 ديسمبر – جيري بيلمونتيس ملاكم من الولايات المتحدة الأمريكية.
- 4 ديسمبر – هيلاري كروز[74]
- 5 ديسمبر – تينا تشارلز لاعبة كرة سلة أمريكية.
- 5 ديسمبر – جاي لوكاس لاعب كرة سلة أمريكي.
- 5 ديسمبر – روس باجلي
- 7 ديسمبر – أندرو جوديلوك لاعب كرة سلة أمريكي.
- 7 ديسمبر – جوش أوينز لاعب كرة سلة أمريكي.
- 7 ديسمبر – جوليان ستون لاعب كرة سلة أمريكي.
- 7 ديسمبر – دوان رايت لاعب كرة سلة من الولايات المتحدة الأمريكية.
- 7 ديسمبر – ناثان أدريان سباح أمريكي.
- 11 ديسمبر – أشلي هينشو[75]
- 14 ديسمبر – أيومو موراسي
- 14 ديسمبر – فانيسا هادجنز ممثلة أمريكية.[76]
- 16 ديسمبر – جوليان فوغن لاعب كرة سلة من الولايات المتحدة الأمريكية.
- 17 ديسمبر – جيسي[77]
- 18 ديسمبر – جيروم ميينسي لاعب كرة سلة من الولايات المتحدة الأمريكية.
- 18 ديسمبر – لارون ديندي لاعب كرة سلة أمريكي.[78]
- 21 ديسمبر – كيفن أندرسون لاعب كرة سلة أمريكي.
- 25 ديسمبر – إريك غوردون لاعب كرة سلة أمريكي.
- 27 ديسمبر – هايلي ويليامز[79]

## وفيات

### يناير
- 1 يناير – إيسادوري شوارتز (مواليد 1900) ملاكم من الولايات المتحدة الأمريكية.
- 1 يناير – جورج حاتم (مواليد 1910)[80]
- 3 يناير – وليام كاغني (مواليد 1905)[81]
- 5 يناير – بيت مارافيتش (مواليد 1947) لاعب كرة سلة أمريكي.[82]
- 8 يناير – فرانك بايس (مواليد 1912) محامي من الولايات المتحدة الأمريكية.[83]
- 22 يناير – باركر فينيلي (مواليد 1891)[84]
- 28 يناير – فريدريك سمنر براكيت (مواليد 1896) فيزيائي أمريكي.[85]
- 29 يناير – جيمس كيليان الابن (مواليد 1904)[86]

### فبراير
- 2 فبراير – غيرهارد مينين ويليامز (مواليد 1911)[87]
- 8 فبراير – هيلين وود (مواليد 1917) ممثلة أمريكية.[88]
- 15 فبراير – بات كلوز (مواليد 1948)
- 15 فبراير – ريتشارد فاينمان (مواليد 1918) فيزيائي أمريكي.[89]
- 24 فبراير – ممفيس سليم (مواليد 1915) موسيقي أمريكي.[90]

### مارس
- 1 مارس – جو بيسر (مواليد 1907) ممثل أمريكي.[91]
- 3 مارس – سيوال رايت (مواليد 1889)[92]
- 6 مارس – ديك ريكيتس (مواليد 1933)
- 8 مارس – غوردون كاربنتر (مواليد 1919)
- 13 مارس – جون هولمز (مواليد 1944)[93]
- 25 مارس – روبرت جوفري (مواليد 1930)[94]

### أبريل
- 2 أبريل – فيرنون والاس طومسون (مواليد 1905) سياسي أمريكي.[95]
- 5 أبريل – سويدي هالبروك (مواليد 1933) لاعب كرة سلة أمريكي.

### مايو
- 8 مايو – روبرت أنسون هاينلاين (مواليد 1907)[96]
- 13 مايو – تشيت بيكر (مواليد 1929)[97]
- 15 مايو – أندرو دوغان (مواليد 1923)[98]
- 18 مايو – داوس بتلر (مواليد 1916)[99]

### يونيو
- 1 يونيو – ديفي مور (مواليد 1959)
- 22 يونيو – دينيس داي (مواليد 1916)[100]
- 23 يونيو – لوغان كارتر (مواليد 1954)
- 23 يونيو – هنري موراي (مواليد 1893) عالم نفس أمريكي.[101]
- 25 يونيو – ملدريد جيلرز (مواليد 1900)[102]

### يوليو
- 3 يوليو – تاليس مكرينولدز (مواليد 1943) لاعب كرة سلة أمريكي.
- 7 يوليو – ديفيد اتلي فيليبس (مواليد 1922) صحفي من الولايات المتحدة الأمريكية.[103]

### أغسطس
- 2 أغسطس – ريموند كارفر (مواليد 1938)[104]
- 12 أغسطس – جان ميشال باسكيات (مواليد 1960) فنان أمريكي.
- 19 أغسطس – دون هاجرتي (مواليد 1914) ممثل أمريكي.
- 25 أغسطس – بوب مونتغومري (مواليد 1919) ملاكم من الولايات المتحدة الأمريكية.

### سبتمبر
- 1 سبتمبر – لويس ألفاريز (مواليد 1911)[105]
- 1 سبتمبر – هاري جيفري (مواليد 1914) ملاكم من الولايات المتحدة الأمريكية.
- 10 سبتمبر – فرجينيا ساتير (مواليد 1916)[106]
- 25 سبتمبر – فرانسيس دي سيلز (مواليد 1912) ممثل أمريكي.[107]
- 29 سبتمبر – تشارلز آدامز (مواليد 1912)[108]
- 30 سبتمبر – تشيك تشاندلر (مواليد 1905) ممثل أمريكي.[109]

### أكتوبر
- 11 أكتوبر – روبرت إدوارد غروس (مواليد 1905)[110]
- 11 أكتوبر – مورغان فارلي (مواليد 1898) ممثل أمريكي.[111]
- 12 أكتوبر – كين موراي (مواليد 1903)[112]
- 22 أكتوبر – هنري أرمسترونغ (مواليد 1912) ملاكم من الولايات المتحدة الأمريكية.[113]

### نوفمبر
- 6 نوفمبر – جون هوبارد (مواليد 1914)[114]
- 9 نوفمبر – بيلي كورتيس (مواليد 1909) ممثل أمريكي.[115]
- 9 نوفمبر – جون ميتشيل (مواليد 1913)[116]
- 12 نوفمبر – ليمان ليمنيتزر (مواليد 1899) عسكري من الولايات المتحدة الأمريكية.[117]
- 19 نوفمبر – كريستينا أوناسيس (مواليد 1950)[118]
- 27 نوفمبر – جون كارادين (مواليد 1906) ممثل أمريكي.[119]
- 28 نوفمبر – غوس بيلي (مواليد 1951) لاعب كرة سلة أمريكي.

### ديسمبر
- 6 ديسمبر – تيموثي ميرفي (مواليد 1959) ممثل أمريكي.[120]
- 6 ديسمبر – روي أوربيسون (مواليد 1936)[121]
- 10 ديسمبر – ريتشارد إس كاستيلانو (مواليد 1933) ممثل أمريكي.[122]
- 14 ديسمبر – ستيوارت سايمينغتون (مواليد 1901) سياسي أمريكي.[123]
- 27 ديسمبر – هال آشبي (مواليد 1929)[124]
- 30 ديسمبر – إيسامو نوغوشي (مواليد 1904)[125]
- 31 ديسمبر – أوليفر أوستين (مواليد 1903)